# الانتخابات العامة في شرق الأردن 1947
أجريت انتخابات المجلس التشريعي الخامس في الأردن في 20 أكتوبر 1947. تم حظر الأحزاب السياسية في ذلك الوقت، كان جميع المرشحين مستقلين. ترأس المجلس توفيق أبو الهدى، وضم 22 عضواً بينهم 16 منتخبون و6 معينون.
أعلن في عهد هذا المجلس قيام المملكة الأردنية الهاشمية واصبح الأمير عبدالله ملكاً على المملكة . وأعلن عن دستور البلاد عام 1946 وأعلن عن قيام المجلس النيابي بدلاً من المجلس التشريعي.